# Clube de Futebol Os Repesenses
O Clube de Futebol “Os Repesenses” é um clube português de futebol, da freguesia de Repeses, uma localidade nos arredores de Viseu.
Fundado em 1928, o clube tem vindo tornar-se a instituição de referência no distrito de Viseu no âmbito do futebol de formação. Essa qualidade apresentada nos últimos anos fica, no ano de 2009, comprovada pelo honroso convite formulado pelo Futebol Clube do Porto para a implementação do projecto Dragon Force em parceria com "Os Repesenses".
O palmarés do CF "Os Repesenses" acaba por confirmar a qualidade no trabalho desenvolvido, não só pelo número de titulos a nível distrital, mas fundamentalmente pelo desempenho e permanência nos Campeonatos Nacionais nos escalões de formação.
Actualmente, o CF "Os Repesenses" é também a instituição da zona urbana de Viseu que possui e utiliza instalações próprias para a realização de todos os jogos das diversas camadas jovens, possibilitando uma conhecida e invejada mística nos seus atletas, treinadores, apoiantes e demais elementos.
No ano de 2010 foi inaugurado o relvado sintético do Estádio Montenegro Machado, bem como a melhoria das condições de treino (6 balneários, gabinete médico, gabinete técnico, sala de estudo, sala de espera para pais/encarregados, arrumações, etc.).

## História
O "Os Repesenses" foi fundado no dia 8 de julho de 1928, por Manuel Sá Chaves, João Marques e António da Silva Monteiro.
Em 2003, o clube foi homenageado com a Medalha de Mérito Desportivo da Camâra Municipal de Viseu.